# Friedrich von Hahn (Jurist)
Friedrich Georg von Hahn (* 7. Juni 1823 in Bad Homburg vor der Höhe; † 3. März 1897 in Berlin) war Reichsoberhandelsgerichtsrat und Senatspräsident beim Reichsgericht.

## Leben
Nach dem Privatlehrerunterricht besuchte ab 1837 Hahn die Fürstenschule Meißen. Nach dem Abitur 1842 studierte Hahn Rechtswissenschaften in Jena. Dort hörte er Francke („Juristische Enzyklopädie“ und Institutionen), Fries (Psychologie und Logik) und Luden (Geschichte der Poesie und allgemeine Geschichte). Er wurde in Jena Mitglied des Corps Saxonia Jena. Da er anfangs kein zielstrebiger Student war, Fechtstunden nahm und reiste, hatte er Geldprobleme. Ab dem Wintersemester 1843/1844 studierte er in Heidelberg. Hier kam Hahn mit seinem Mentor, dem aus Homburg stammenden Professor Karl Julius Guyet erstmals in Kontakt. Am 10. August 1846 wurde er ohne Dissertation in Heidelberg promoviert zum Doktor der Rechte. Danach trat er 1847 für 7 Wochen in den landgräflich-hessischen Staatsdienst ein als Regierungsakzessist beim Justizamt mit dem Titel eines Hofjunkers. Er strebte dennoch eine akademische Karriere an. An der juristischen Fakultät in Jena habilitierte er sich am 10. November 1847. Im Wintersemester 1847/1848 begann er mit Vorlesungen. Für seine vier Hörer benötigte er drei Vorbereitungsstunden für jede Vorlesungsstunde und war deswegen „für alles andere tot“. Im Frühjahr 1848 las er interessiert die französischen Zeitungen. Er war kein Revolutionär, obwohl er als Jugendlicher davon geträumt hat, mit einer Freischar von Studenten am Rhein einen Krieg mit Frankreich zu führen. Hahn war romantischer Anhänger des Alten Reichs und lehnte Gottesgnadentum ab. Im Sommersemester 1848 gab er als Privatdozent 15 Stunden deutsches Staatsrecht und deutsche Rechtsgeschichte und vertrat Michelsen in der Vorlesung deutsches Privatrecht. Da die Hörergelder nicht ausreichten, musste er weiterhin von seiner Mutter unterstützt werden. Seine Mutter warnte er vor Aktienkäufen, da es „eines der unsittlichsten, von einer gesunden öffentlichen Meinung entschieden gebrandmarkten Institute“ sei. Im Wintersemester 1848/1849 las er über den Sachsenspiegel vor 21 Hörern. Neben der Lehrtätigkeit wurde Hahn 1850 Assessor beim Jenaer Schöppenstuhl. Das Fakultätspersonal wurde im Rahmen der Aktenversendung bis 1879 schriftlich von Gerichten um eine Entscheidung gebeten. 1856 wurde ihm der Titel eines landgräflich-hessischen Hofrats verliehen. Ab 1857 war er der Vertreter der herzoglich-sächsischen und anhaltischen Regierungen bei den Beratungen für das ADHGB. 1861 wurde er außerordentlicher Honorarprofessor und 1862 ordentlicher Professor für deutsches Privatrecht und Handelsrecht sowie Mitglied des Oberappellationsgerichts in Jena. Er folgte damit seinem Schwiegervater auf den Lehrstuhl. Im Wintersemester 1869/70 war er Rektor der Universität Jena. 1872 kam er zum Reichsoberhandelsgericht. 1879 trat er in den I. Zivilsenat des Reichsgerichts über. 1891 folgte die Ernennung zum Senatspräsidenten des VI. Zivilsenats. Zum Neujahrstag 1893 trat er in den Ruhestand.

## Familie
Sein Vater war Philipp Franz Hahn (1770–1836), der seit 1814 landgräflich-hessischer Leibarzt und Geheimer Rat war und 1823 im Großherzogtum Hessen geadelt wurde. Sein Bruder war Johann Georg von Hahn. Er heiratete die älteste Tochter des Fakultätskollegen Karl Julius Guyet. Alban von Hahn (1858–1942) war sein Sohn. Der Mann der Schwester seiner Frau Eduard Egmund Joseph Chambon versuchte ihn für die Universität in Prag zu gewinnen.

## Schriften
- De diversis testamentorum formis, quae in Germania obtinuerant, observationes, Habil. Jena 1847.
- Die materielle Übereinstimmung der römischen und germanischen Rechtsprinzipien, Jena 1856 [ND: Goldbach 1997] (Digitalisat des MPIER)
- (anonym): Das deutsche Handelsgesetzbuch und die Eisenbahnen, Jena 1860 (MPIER-Digitalisat).
- Commentar zum Allgemeinen Deutschen Handelsgesetzbuch, Braunschweig 1863/67, Band 1, 2 (digitalisiert von der BSB).